# Baltops 2019

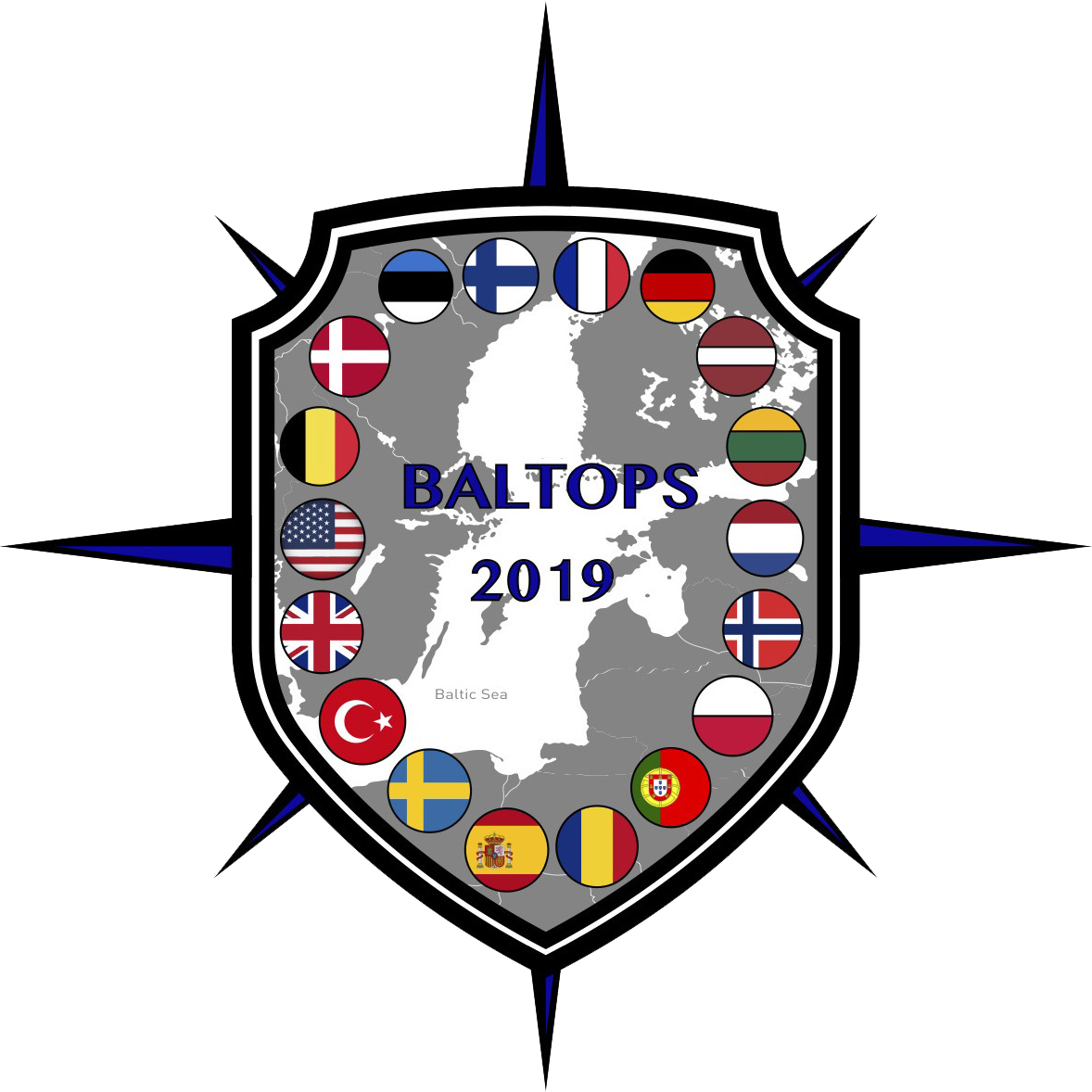
Baltops 2019

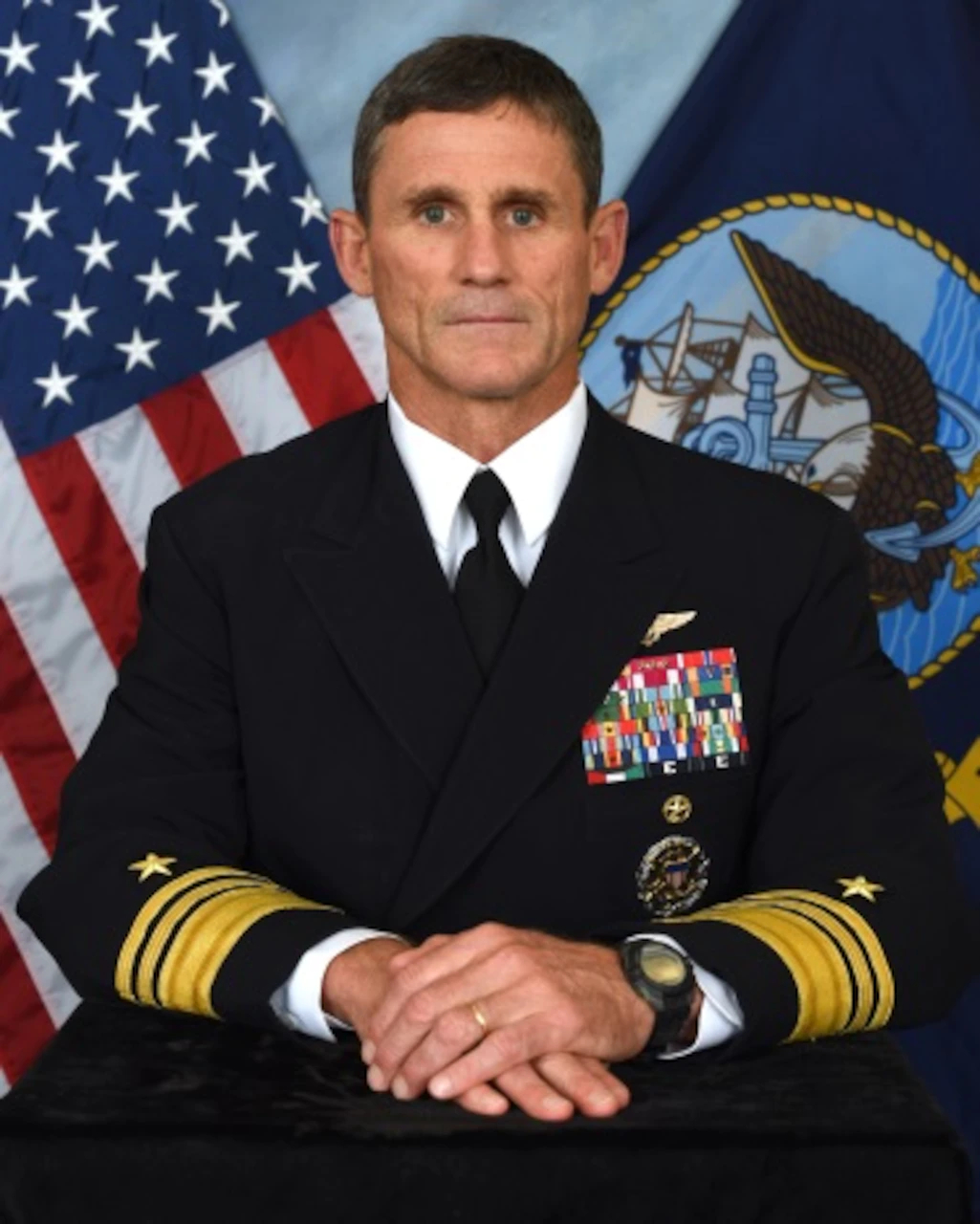
Vice Adm. Andrew L. Lewis

Baltops 2019 var en multinationell militärövning som pågick den 9–21 juni 2019 i södra delen av Östersjön och längs med kusten för Tyskland, Polen, Lettland, Litauen, Danmark och Sverige. Övningen är årligt återkommande sedan 1972. Den var en del av den årliga Nato-marinövningen Baltic Operations.
Det är marinen som övar, det deltar även amfibietrupper och flyg, med bidrag från 18 nationer. I 2019 års övning deltog 12 000 personer, 40 stridsfartyg, 44 örlogsfartyg och ett okänt antal helikoptrar. Det som övades var minröjning, luftförsvar och ubåtsjakt.
Baltops 2019 leddes av amerikanska 2:a flottans chef, vice admiral Andrew L. "Woody" Lewis.
Sverige deltog i Baltops 2019 med två Visbyklass korvetter och en ubåt.